# Abbaye Notre-Dame de Longpont
Pour les articles homonymes, voir Abbaye Notre-Dame.
L'abbaye Notre-Dame de Longpont est une ancienne abbaye fortifiée cistercienne dont les ruines se dressent sur la commune de Longpont dans le département de l'Aisne en région Hauts-de-France. Elle fut fondée en 1131 par Bernard de Clairvaux à la demande de l'évêque de Soissons, Josselin de Vierzy.
L'abbaye fait l'objet d'un classement au titre des monuments historiques par la liste de 1889.

## Situation
Les vestiges de l'abbaye Notre-Dame de Longpont sont situés, à une quinzaine de kilomètres au sud-ouest de Soissons et à une dizaine de kilomètres au nord-est de Villers-Cotterêts dont elle est séparée par la forêt domaniale de Retz, dans le département français de l'Aisne sur la commune de Longpont, dans le vallon de la Savière, traversé en cet endroit par la voie romaine allant de Meaux vers le nord.

## Description
De l'église abbatiale, il ne reste que le fronton principal avec la grande rosace vide, et des murs et contreforts extérieurs. La toiture a entièrement disparu ainsi que l'ensemble du chœur et du transept.
Sur la droite on trouve deux bâtiments entourant la cour où subsiste une des galeries du cloître, aménagés au XVIIIe siècle, avec une façade principale ornée de balcons de style Louis XIV en fer forgé.
Dans ces bâtiments, sont toujours visibles :
- le chauffoir des moines, avec sa grande cheminée centrale reposant sur quatre piliers, du XIIIe siècle ;
- l'ancien cellier gothique du XIIIe siècle, aménagé au XVIIIe siècle pour loger les hôtes des abbés commendataires, deux rangées de baies, garnies de balcons au premier étage, ont été percées au XVIIIe siècle dans les arcatures du XIIIe siècle ;
- le vestibule du XVIIIe siècle avec son grand escalier de pierre orné d'une rampe de fer forgé.

Il reste dans le village la porte fortifiée de l'abbaye datant du XIVe siècle, dont l'étage à colombages est flanqué de quatre tourelles à toit de pierre. Cette porte se présente sous la forme d'un massif rectangulaire flanqué de quatre tourelles et dont la partie sud a été restaurée. Trois des tourelles sont sur tas de charge et s'appuient sur des contreforts. Il est percé de deux portes, piétonne et charretière, en arcs en tiers-point. La porte charretière est précédée d'un massif plus tardif. L'espace ainsi ménagé entre les deux est défendu par un assommoir qui s'ouvre entre un arc bandé en avant des deux tas de charge des tourelles et la porte. Une galerie de bois datant de la Renaissance est accrochée vers l'intérieur. Cette entrée fortifiée, construite à la manière d'un châtelet pouvant loger une petite garnison de protection, est un des rares exemples de construction de ce type dans l'enceinte d'une abbaye. Sur sa façade extérieure ont été gravées les armoiries de l'abbaye, devenues par la suite celles de la commune : D’azur au pont de trois arches d’argent posé sur une rivière du même, surmonté de deux fleurs de lys d’or.
Le monument est privé mais peut se visiter. Les samedis, dimanches et jours fériés ; des trains de la ligne Paris - Laon s'arrêtent à proximité de l'abbaye.

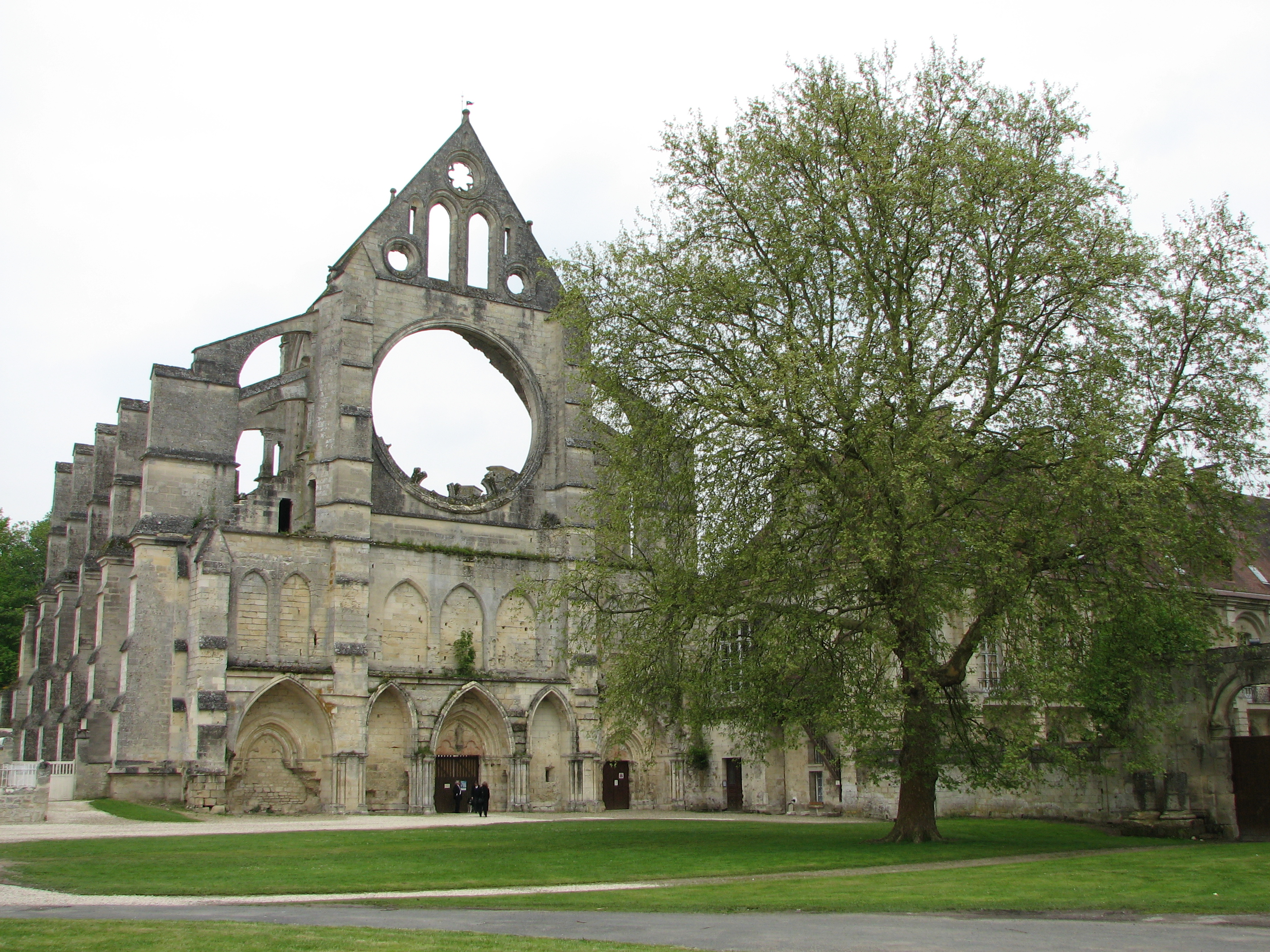
Les ruines de l'abbatiale Notre-Dame.
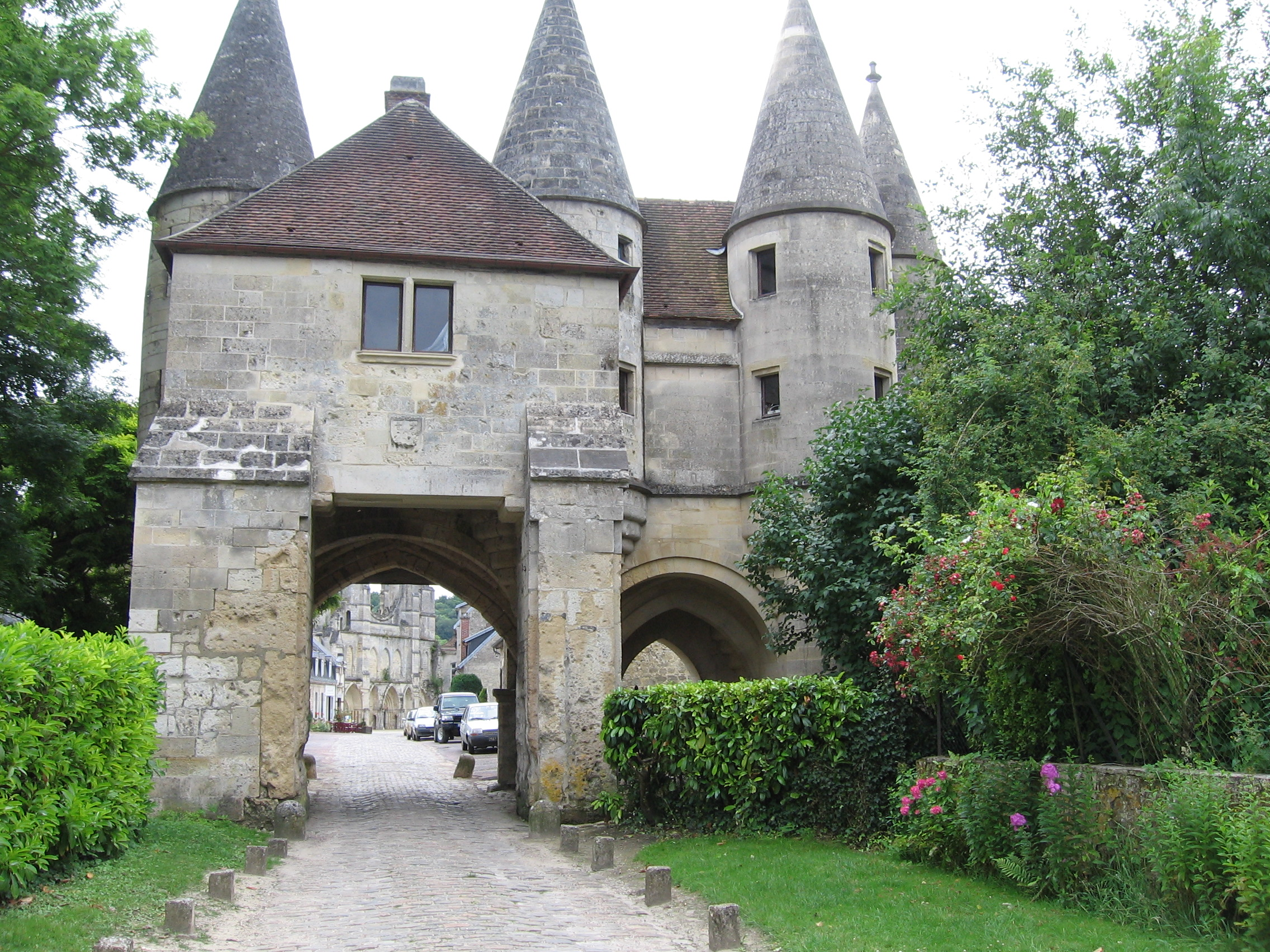
Porte fortifiée de l'abbaye.

## Historique
Dès sa fondation, l'abbaye de Longpont a bénéficié de nombreuses donations, en particulier de la part de Raoul, comte de Vermandois.
L'église abbatiale gothique fut construite au début du XIIIe siècle, entre 1192 et 1227, date de sa consécration en présence du roi de France Saint Louis.
Les moines avaient un hospice à Paris, rue de Longpont situé dans l'ancien 9e arrondissement, quartier de l'Hôtel-de-Ville.
Elle fut détruite après le départ des moines à la Révolution française (1793), jusqu'au rachat des ruines en 1804 par le comte Henri de Montesquiou (1768-1844) dont les descendants continuent à entretenir de nos jours les restes des anciens bâtiments monastiques.

## Filiation et dépendances
Longpont est fille de l'abbaye de Clairvaux

## Liste des abbés
- 1132-1145 : Hugues I Pipars
- 1145-1149 : Baudouin I
- 1149-1153 : Geoffroy
- 1153-1161 : Géraud
- 1161-1168 : Alexandre
- 1168-1177 : Hugues II de Cassel
- 1177-1184 : Hugues III de Juvencourt
- 1184-1192 : Hugues IV de Saint-Quentin
- 1192-1198 : Adam I
- 1198-1219 : Gaucher d’Ochies
- 1219-1232 : Hugues V de L’Oratoire
- 1232-1254 : Baudouin II
- 1254-1261 : Amice
- 1261-1277 : Jean I
- 1277-1279 : Jean II de Provins
- 1279-1286 : Robert I
- 1286-1320 : Adam II
- 1320-1325 : Jacques I
- 1325-1342 : Nicolas de Fère
- 1342-1354 : Jean III
- 1354-1372 : Thomas
- 1372-1378 : Jean IV de Saint-Souplet
- 1378-1387 : Gilles
- 1387-1402 : Pierre I de Gillocourt
- 1402-1430 : Nicolas II de Sarcicourt
- 1430-1442 : Robert II
- 1442-1465 : Jacques II Leclerc
- 1465-1487 : Robert III de Thorigny
- 1487-1516 : Jean V des Fossés
- 1516-1531 : Pierre I d’Aragon
- 1531-1544 : cardinal Jean VI du Bellay de Langey
- 1544-1550 : Gabriel de Guzman
- 1550-1563 : Guillaume d’Avançon
- 1563-1573 : cardinal Hippolyte d'Este
- 1573-1577 : Louis I de La Chambre
- 1577-1578 : cardinal Louis II d’Este
- 1578-1583 : cardinal René de Birague
- 1583-1615 : Gaspard de Birague
- 1615-1634 : François Crocquet de Puyvert
- 1634-1715 : cardinal César d'Estrées
- 1715-1734 : Louis III de La Vergue de Montenant de Tressan
- 1734-1737 : Pierre II Auguste de Rosset de Rocozel de Fleury
- 1737-1757 : Henri-Guillaume de Suckingen
- 1757-1783 : Louis IV Marie de Frischman
- 1783-1791 : Pierre III Garnier
- 1791-1793 : Marie-Joseph Green de Saint-Marceau

## Personnalités liées à l'abbaye
- Jean de Montmirail, qui aurait sauvé Philippe Auguste (une seule source en parle ce qui est étonnant), s'y retira. Il y mourut comme simple moine en 1217.
- Louis d'Évreux, demi-frère de Philippe IV, roi de France, s'y retira en 1318 avant d'y mourir l'année suivante.

## Héraldique
| Armoiries de l'abbaye Notre-Dame de Longpont | Les armes de l'abbaye Notre-Dame de Longpont se blasonnent ainsi : « D'azur à un pont de trois arches d'argent, maçonné de sable sur des ondes au naturel et deux fleurs de lis d'or rangé en chef. » |